# バニュー (オー＝ド＝セーヌ県)
バニュー（Bagneux）は、フランスのイル＝ド＝フランス地域圏オー＝ド＝セーヌ県のコミューン。

## 地理
バニューは県南東部に位置し、ヴァル＝ド＝マルヌ県と接する。北をモンルージュ、西がシャティヨン、フォントネー＝オー＝ローズ、南がソーとブール＝ラ＝レーヌ、東をアルクイユおよびカシャンと接する。パリ南郊外のなかでは、比較的移民労働者階級が多いところである。
バニューは、国内に4本あるサンティアゴ・デ・コンポステーラの巡礼路の1つである、パリ南部緑地回廊（fr）で二分されている。

## 交通
- 鉄道 - バニューにはRERが直接通っておらず、カシャンにあるRER B線のバニュー駅を利用する

## 歴史
バニューには13世紀に教会が建てられていた。かつてはテンプル騎士団のコマンドリーもあった。
17世紀、ルイ14世は狩猟をしに定期的にバニューを訪れていた。
1886年、バニュー墓地（fr）が設けられた。

## 出身者
- レオン＝ポール＝ジョゼフ・ロベール - 画家
- ジャン・ポール・ゴルチエ - ファッションデザイナー

## 姉妹都市
- ヴァナゾル、アルメニア
- ニース・ポート・タルボット、ウェールズ、イギリス
- トリノ、イタリア